# Anemone parviflora
Anemone parviflora är en ranunkelväxtart som beskrevs av André Michaux. Anemone parviflora ingår i släktet sippor, och familjen ranunkelväxter. Inga underarter finns listade i Catalogue of Life.